# Sail Rock (klippa i Falklandsöarna)
Sail Rock är en klippa i territoriet Falklandsöarna (Storbritannien). Den ligger i den västra delen av landet, 200 km väster om huvudstaden Stanley.
Terrängen runt Sail Rock är platt.  Det finns inga samhällen i närheten. 